# Fundulopanchax sjostedti
Fundulopanchax sjoestedti (Lönnberg, 1895) è un pesce osseo d'acqua dolce appartenente alla famiglia Nothobranchiidae. È spesso noto con i sinonimi Aphyosemion sjostedti o Aphyosemion sjoestedti.

## Distribuzione e habitat
Questa specie è endemica della regione del delta del Niger in Nigeria e Camerun; è segnalato anche in Ghana. Vive in acque ferme e paludose nella foresta pluviale di pianura.

## Caratteristiche
Misura fino a 13 cm.

## Biologia
Non è una specie stagionale.

## Riproduzione
Depone le uova sul fondo. La schiusa avviene dopo 2 mesi dalla deposizione.

## Acquariofilia
Si tratta di una specie facile da allevare in acquario.

## Stato di conservazione
Non è al momento considerata una specie minacciata dalla IUCN perché il suo areale è abbastanza vasto e le cause di minaccia sono limitate ad ambiti marginali. Potenziali minacce sono la perdita dell'habitat causata dalla coltivazione della palma da olio, l'estrazione del petrolio e la creazione di nuovo suolo agrario e urbanizzato.